# Hermán el Alemán
Hermán el Alemán († Astorga, 1272) fue un traductor de origen germano de la Escuela de Traductores de Toledo, institución medieval española que influyó decisivamente en la difusión del conocimiento en su época, y obispo de Astorga desde 1266. 
En vida contó con el patrocinio de Manfredo de Sicilia.
Tradujo al español en 1240 la Ética a Nicómaco, sobre la que escribió un resumen cuatro años más tarde, entre otras obras de Aristóteles. También sabemos que tradujo la Retórica de Averroes. Desde el hebreo tradujo el Libro de los Salmos. Asimismo tradujo las glosas de Alfarabi a la Retórica de Aristóteles.
| Predecesor: Pedro Fernández | Obispo de Astorga 1266 – 1272 | Sucesor: Melendo Pérez |